# 2021 par pays en Océanie
Les événements de l'année 2021 en Océanie. Cet article traite des événements ayant marqué les pays situés en Océanie.
Cette page présente des informations par pays, mais est généralement incomplète. Pour des informations thématiques et plus complètes sur les événements de l'année 2022 dans la région, voir la page : 2021 en Océanie.
2018 par pays en Océanie - 2019 par pays en Océanie - 2020 par pays en Océanie - 2021 par pays en Océanie - 2022 par pays en Océanie - 2023 par pays en Océanie
2018 en Océanie - 2019 en Océanie - 2020 en Océanie - 2021 en Océanie - 2022 en Océanie - 2023 en Océanie

## Australie
- 13 mars : Élections législatives de 2021 en Australie-Occidentale.
- 15 juin : L'accord de libre-échange entre l'Australie et le Royaume-Uni, dont le principe a été conclu[1]. C'est le premier accord de libre-échange du Royaume-Uni, après sa sortie de l'Union européenne, qui ne reproduit pas un accord équivalent déjà en place par l'Union européenne[1].
- 21 juillet : Brisbane est annoncée par le Comité international olympique comme ville hôte pour les Jeux olympiques d'été de 2032[2].

## Nauru
- 13 novembre : référendum sur une proposition d'amendement constitutionnel.

## Nouvelle-Calédonie
- 12 décembre : référendum sur l'indépendance, la Nouvelle-Calédonie rejette son indépendance de la France lors d'un référendum d'autodétermination — le dernier prévu par l'accord de Nouméa — boycotté par les indépendantistes.

## Polynésie française
- 9 mars : Une enquête du média d'investigation en ligne Disclose publiée, juge la radioactivité reçue par certains Polynésiens "deux à dix fois supérieure" aux estimations du Commissariat à l'énergie atomique (CEA) après les six essais nucléaires les plus contaminants. Disclose estime aussi que l'ensemble de la population polynésienne a pu être touchée, soit 110 000 personnes à l'époque des essais atmosphériques.

## Îles Salomon
- 2 décembre : les forces de défense et la police néo-zélandaises se rendent à Honiara, aux Îles Salomon, pour aider à stabiliser le pays et à maintenir la paix après des jours d'émeutes, de pillages et de troubles, qui ont fait trois morts[3].

## Samoa
- 9 avril : élections législatives samoanes d'avril 2021.
- 21 mai : élections législatives samoanes de mai 2021.
- 24 mai : Naomi Mata'afa est investie première femme dans les fonctions de première ministre.